# Petersburg (Illinois)
Petersburg é uma cidade localizada no estado americano de Illinois, no Condado de Menard.

## Demografia
Segundo o censo americano de 2000, a sua população era de 2299 habitantes.
Em 2006, foi estimada uma população de 2192, um decréscimo de 107 (-4.7%).

## Geografia
De acordo com o United States Census Bureau tem uma área de
3,5 km², dos quais 3,5 km² cobertos por terra e 0,0 km² cobertos por água. Petersburg localiza-se a aproximadamente 156 m acima do nível do mar.

## Localidades na vizinhança
O diagrama seguinte representa as localidades num raio de 16 km ao redor de Petersburg.